# Samenhangende objectenregistratie
Een samenhangende objectenregistratie, kortweg SOR, is een uniforme registratie van basisgegevens over fysieke objecten, dat als één registratie functioneert. Hieronder vallen objecten die in het terrein zichtbaar zijn, zoals gebouwen, wegen, water, spoorlijnen en bomen, terreindelen, alsook enkele (registratieve) objecten als woonplaatsen, gemeentegrenzen en openbare ruimten.
Dit registratiesysteem wordt sinds 2021 door het Nederlandse Ministerie van Binnenlandse Zaken ontwikkeld om het weerwar aan geo-basisregistratiesystemen te harmoniseren en het archiveren en opzoeken van gegevens aldus te vereenvoudigen. Onder de diverse registratiesystemen vallen onder meer de basisregistratie adressen en gebouwen (BAG), de basisregistratie grootschalige topografie (BGT), de basisregistratie topografie (BRT) en het Nationaal Wegenbestand.